# Grænalón
Grænalón – jezioro polodowcowe na Islandii o powierzchni 18 km². Leży w południowej części wyspy w górach, przy północno-zachodnim krańcu lodowca Skeiðarájökull, który jest częścią lodowca Vatnajökull.